# Ида Австрийская
Ида Австрийская или Ида Форнбах-Рательбергская (Ита, нем. Ida von Österreich, ок. 1055—1101) — предположительно дочь Рапото IV, графа Шам из Пассау и Матильды Кастл или Тьемо II, графа Форнбах.

## Биография
После смерти мужа маркграфиня  вступила в третью армию крестоносцев за 1101 г., направляющуюся в Палестину через Германию, Балканы и Константинополь. В неё входили южнофранцузские и южнонемецкие рыцари под руководством герцога Гильома IX Аквитанского, Гуго Великого, графа де Вермандуа (ум. 1102), герцога Вельфа IV Баварского (ум. 1101) и архиепископа Тьемо Зальцбургского.
В Болгарии им отказали в проходе через Адрианополь. Эта армия не была дисциплинированной, была обременена небоеспособными паломниками и насчитывала от шестидесяти до полутораста тысяч человек.
Они проделали трудный переход по Малой Азии, от голода и жажды потеряли много людей.
При Гераклее (Ираклии) в начале сентября 1101 г. они попали в засаду, подстроенную султаном Рума Кылыч-Арсланом I (ум. 1107), были окружены и разбиты.
Только Гильом Аквитанский, Вельф Баварский и шесть человек свиты израненные, изможденные, в лохмотьях достигли Антиохии.
Ида Австрийская либо была убита в этой стычке, либо попала в плен и была отправлена в Хорасан. Согласно поздней легенде, она жила в гареме.

## Брак и дети
Муж с 1065 г. Леопольд II Красивый (1050—1095), с 1065 г. маркграф Австрии, сын Эрнста из династии Бабенбергов и первой жены Адельхейд Мейсенской (Веттины). У них родилось семеро детей:
- Елизавета (ум. 1107/1111), муж с 1090/1100 г. Отакар II, маркграф Штирии.
- Юдифь.
- Ида, муж Люпольд, маркграф Моравии.
- Герберга (ум. 1142), муж Борживой II, герцог Богемии.
- Леопольд III Святой (Люпольд, 1080—1136), с 1095 г. маркграф Австрии. 1-я жена (до 1105) дочь Вальгуна Пергского; 2-я жена с 1106 г. Агнесса фон Вайблинген (1072—1143), вдова Фридриха I Гогенштауфена, герцога Швабии и дочь императора Генриха IV от 1-й жены Берты Савойской. Имели восемнадцать детей.
- София (ум. 1154), 1-й муж как Генрих II (1122), герцог Каринтии; 2-й муж с 1128 г. Зигхард XI, граф Бургхаузен.
- Евфимия (ум. 1130), муж Конрад фон Тенлинг, граф Пейлштейн.